# Баллимо
Баллимо (англ. Ballymoe; ирл. Béal Átha Mó) — деревня в Ирландии, находится в графстве Голуэй (провинция Коннахт) у трасс N60 и R360 на реке Сак.
Население — 431 человек (по переписи 2002 года).
Местная железнодорожная станция была открыта 1 марта 1861 года и закрыта 17 июня 1963 года.